# Kačerov (přírodní rezervace)
Přírodní rezervace Kačerov zahrnuje rašeliniště asi 250 metrů jihovýchodně od křižovatky silnic Uhřínov – Prorubky – Kačerov v okrese Rychnov nad Kněžnou.
Rašelinná louka s nálety dřevin a rozptýlenou stromovou zelení a s pestrou mozaikou rašelinných biotopů od nejvlhčích mokřin po suché loučky. Bohaté naleziště vzácných druhů rostlin i živočichů. Okolí rezervace bylo v minulosti v rámci náhradních rekultivací odvodněno.

## Geologie
Podkladem jsou různé typy krystalických břidlic ortorulového vzhledu a dvojslídné svory.

## Rostliny
Rostlinná společenstva rezervace řadíme do třídy Scheuchzerio-Caricetea fuscae. Původně rašelinné louky a prameniště postupně částečně zarostly náletem olše lepkavé (Alnus glutinosa), bříz (Betula sp.) a vrb (Salix sp.), javoru klenu (Acer pseudoplatanus), smrku ztepilého (Picea abies) a dalších dřevin. Na nejvlhčích místech roste ve velkém množství vachta trojlistá (Menyanthes trifoliata), ve zbytcích podmáčených lučních porostů prstnatec májový (Dactylorhiza majalis), prvosenka vyšší (Primula elatior), srha laločnatá slovenská (Dactylis glomerata subsp. slovenica), kozlík dvoudomý (Valeriana dioica) a violka bahenní (Viola palustris). Byla zde nalezena i zdrojovka prameništní (Montia fontana), indikující čisté vody a prameniště.

## Fauna
V této relativně nízké poloze žije reliktní druh rašeliništního pavouka Heliophanus dampfi. V rezervaci a v jejím bezprostředním okolí bylo nalezeno 25 druhů chrostíků, z nichž nejcennější jsou Plectrocnemia brevis, Beraea maura a Ernodes articularis.
Masový je výskyt obojživelníků skokana hnědého (Rana temporaria) a čolka horského (Triturus alpestris). Vzácně se zde vyskytuje i skokan ostronosý (Rana arvalis). Hnízdí tu např. čečetka zimní (Carduelis flammea).

### Motýli
Nacházejí se zde ohrožené druhy vlhkých luk: modrásek očkovaný (Maculinea telejus) a modrásek bahenní (Maculinea nausithous). tyrfofilní okáč stříbrooký (Coenonympha tullia), nalezený u Kačerova v roce 1958, už pravděpodobně vymizel. K pozoruhodným zdejším broukům patří Rabocerus gabrieli z čeledi Salpingidae, nalezený v podmáčené olšině, a mandelinka Chrysomela lapponica.

## Fotografie

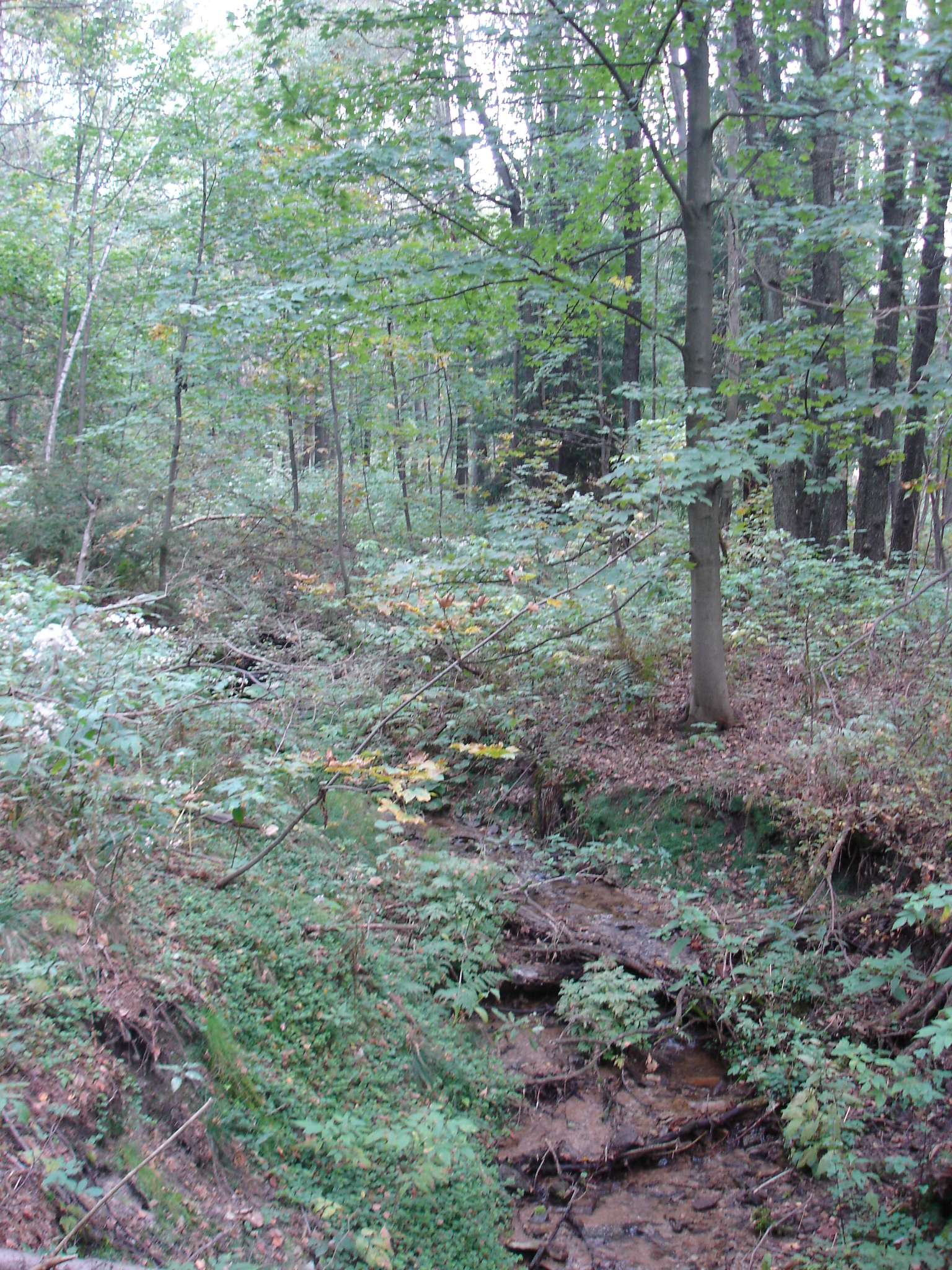
Smíšený les
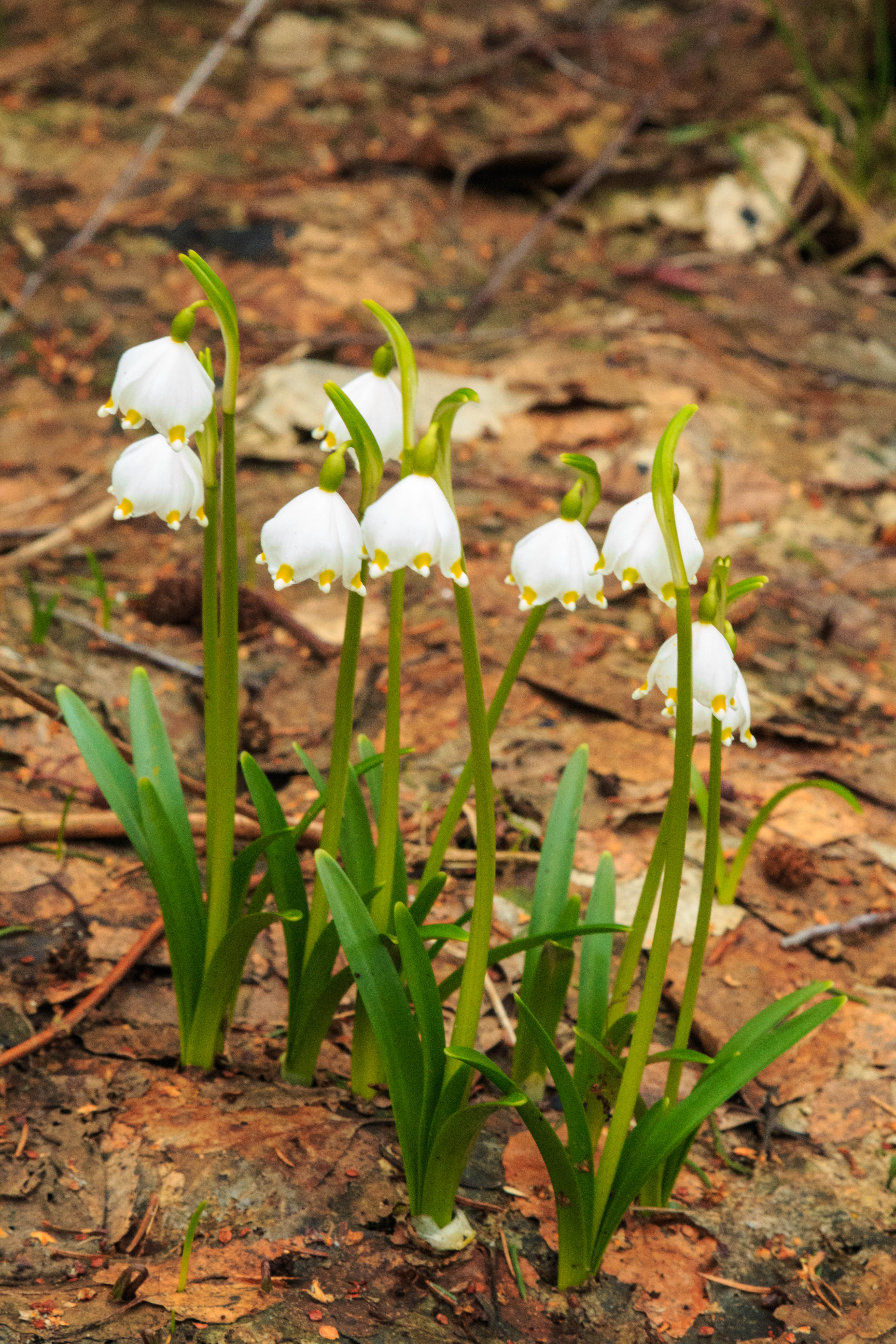
Kvetoucí bledule jarní
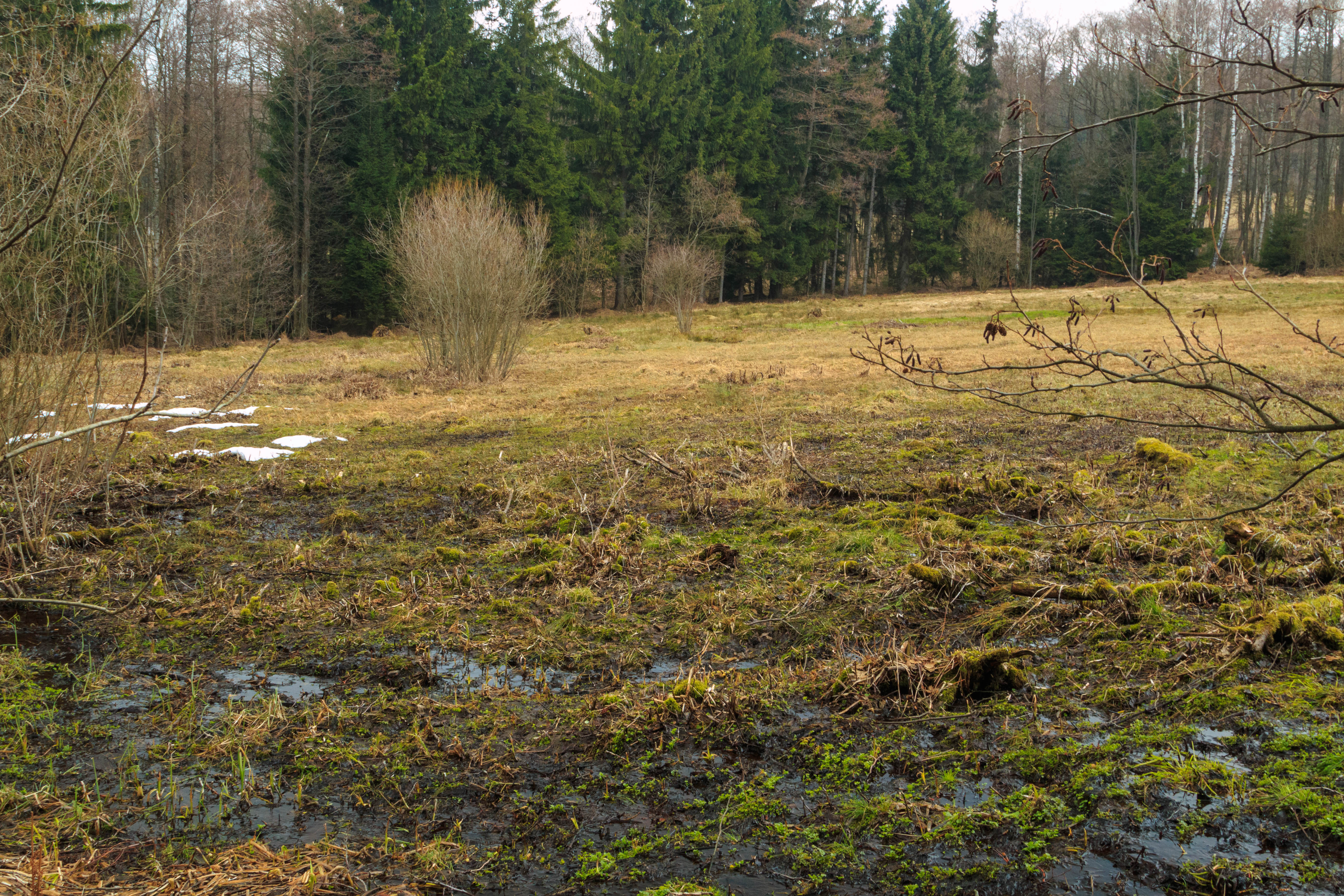
Pastvina
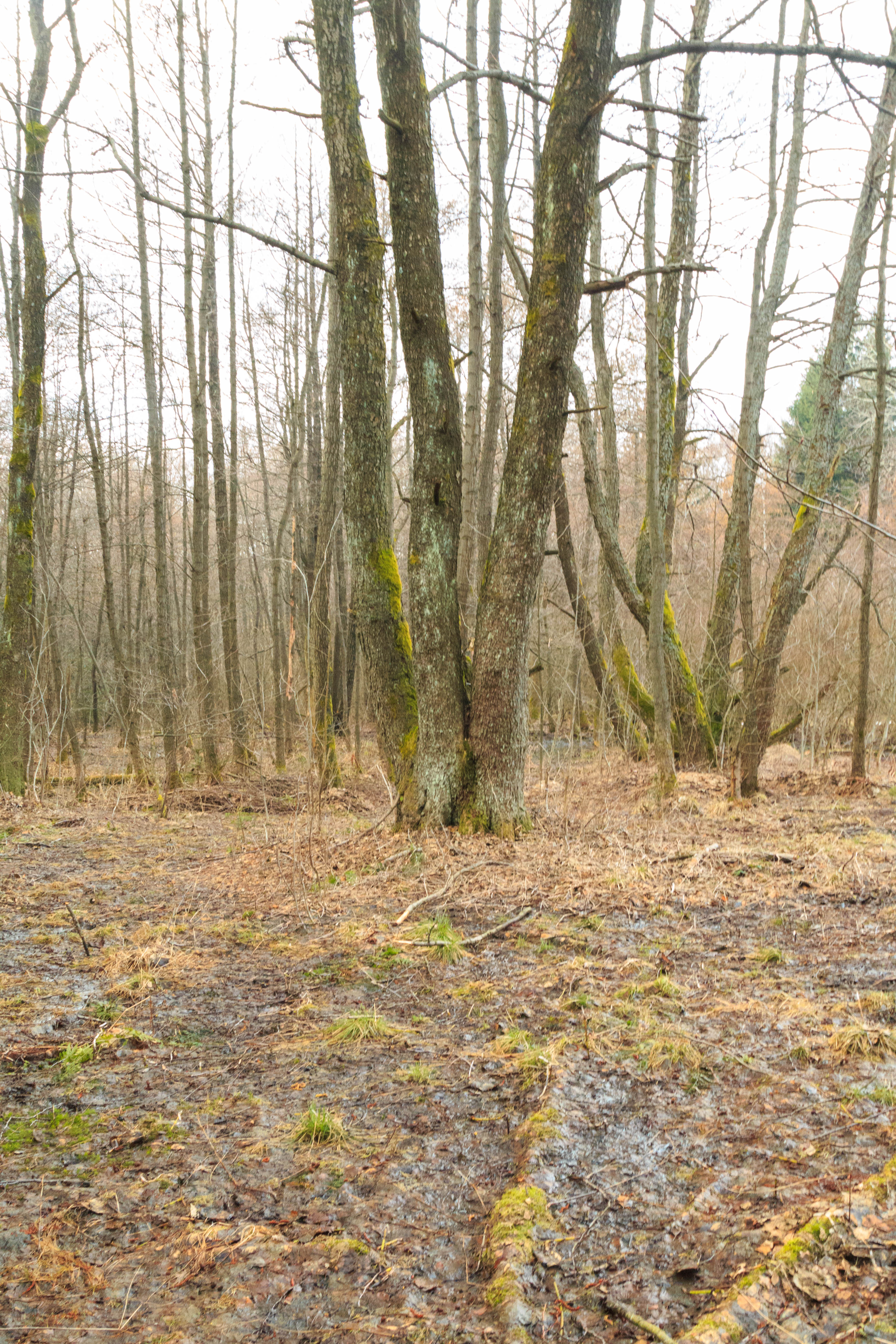
Listnatý les